# Юаньпін
Юаньпін (кит. спр. 原平市, піньїнь: Yuánpíng Shì) — місто-повіт в центральнокитайській провінції Шаньсі, складова міста Сіньчжоу.

## Географія
Юаньпін розташовується у центрі префектури, лежить на Великій Китайській рівнині.

### Клімат
Місто знаходиться у зоні, котра характеризується вологим континентальним кліматом зі спекотним літом. Найтепліший місяць — липень із середньою температурою 22.8 °C (73 °F). Найхолодніший місяць — січень, із середньою температурою -7.2 °С (19 °F).
| Клімат Юаньпіна         | Клімат Юаньпіна | Клімат Юаньпіна | Клімат Юаньпіна | Клімат Юаньпіна | Клімат Юаньпіна | Клімат Юаньпіна | Клімат Юаньпіна | Клімат Юаньпіна | Клімат Юаньпіна | Клімат Юаньпіна | Клімат Юаньпіна | Клімат Юаньпіна | Клімат Юаньпіна |
| Показник                | Січ.            | Лют.            | Бер.            | Квіт.           | Трав.           | Черв.           | Лип.            | Серп.           | Вер.            | Жовт.           | Лист.           | Груд.           | Рік             |
| Середній максимум, °C   | 0               | 3               | 9               | 18              | 25              | 28              | 29              | 27              | 22              | 16              | 8               | 1               | 15              |
| Середня температура, °C | −7              | −3              | 3               | 10              | 17              | 21              | 23              | 21              | 16              | 9               | 1               | −5              | 8               |
| Середній мінімум, °C    | −14             | −10             | −3              | 3               | 9               | 13              | 17              | 16              | 9               | 2               | −4              | −12             | 2               |
| Норма опадів, мм        | 2               | 4               | 8               | 19              | 30              | 56              | 107             | 121             | 61              | 23              | 8               | 2               | 441             |
| ----------------------- | --------------- | --------------- | --------------- | --------------- | --------------- | --------------- | --------------- | --------------- | --------------- | --------------- | --------------- | --------------- | --------------- |
| Джерело: Weatherbase    |                 |                 |                 |                 |                 |                 |                 |                 |                 |                 |                 |                 |                 |